# 울음

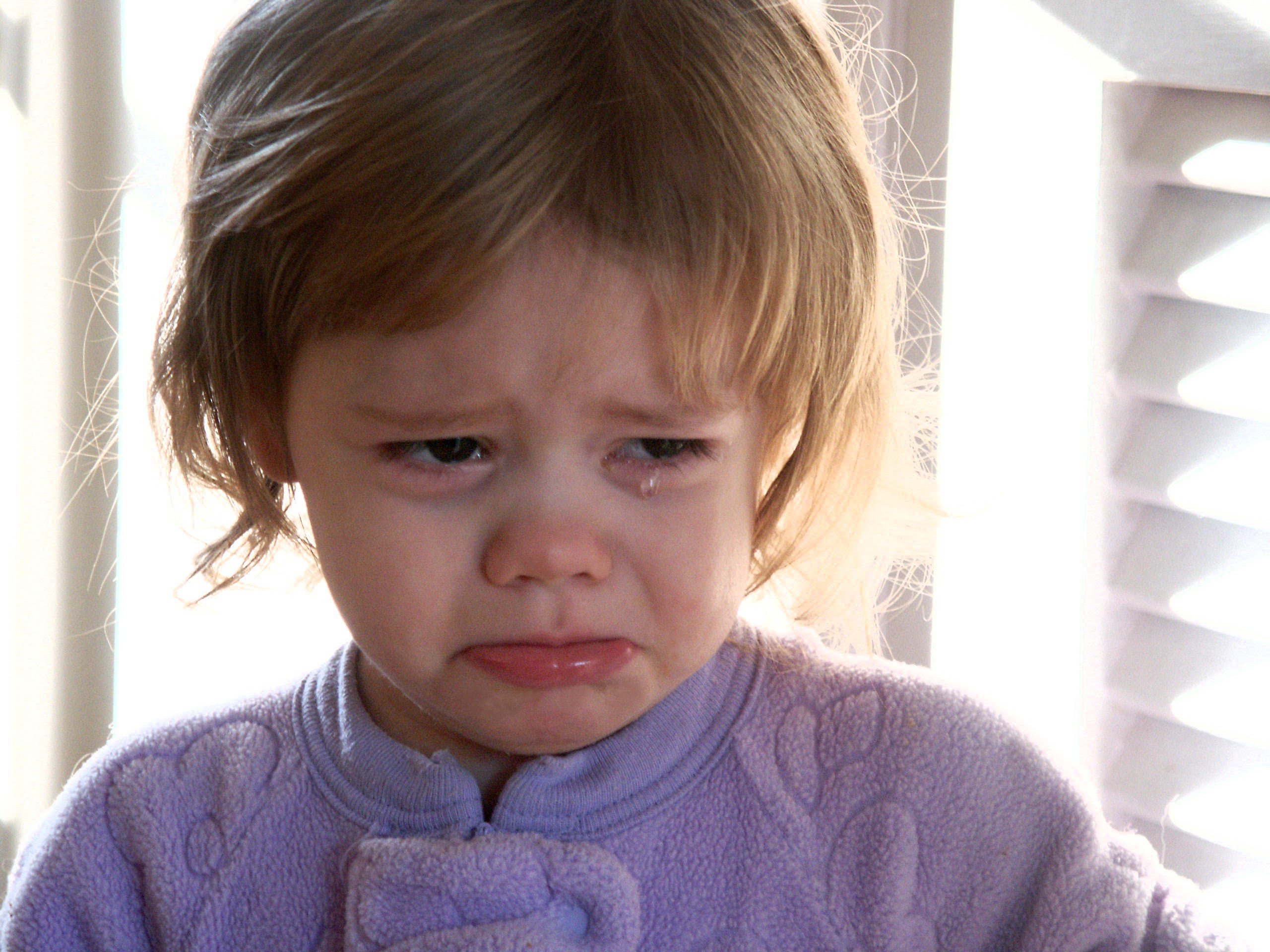
유아가 울고 있다.

울음은 "울다"의 명사형으로, 사람의 감정 상태에 반응하여 눈물을 흘리는 것을 말한다. 또, 우는 소리를 가리키기도 한다. 울음으로 이어질 수 있는 감정에는 슬픔, 분노, 기쁨, 두려움이 포함된다. 울음은 스트레스나 불안의 해소로 인해 발생하거나 공감적인 반응으로 인해 발생할 수도 있다. 우는 행위는 "안구 구조에 대한 자극 없이 눈물 기관에서 눈물이 흘러나오는 것을 특징으로 하는 복잡한 분비운동 현상"으로 정의되어 있으며, 대신 결막염을 예방하는 안도감을 준다. 관련 의학 용어로는 눈물이 있는데, 이는 감정 없이 눈물을 흘리는 것을 의미하기도 한다. 울음의 다양한 형태는 흐느낌, 통곡, 훌쩍임, 고함, 울부짖음 등으로 알려져 있다.
울음이 흐느낌으로 표현되려면 일반적으로 느리지만 불규칙한 흡입, 가끔씩 숨을 참는 경우, 근육 떨림 등 일련의 다른 증상이 동반되어야 한다.
눈물샘과 감정과 관련된 인간 두뇌 영역 사이의 신경 연결이 확립되었다.
감정적으로 울 때 생성되는 눈물은 다른 종류의 눈물과는 화학적 조성이 다르다. 여기에는 프로락틴, 부신피질 자극 호르몬, 류-엔케팔린 호르몬과 칼륨 및 망간 성분이 훨씬 더 많이 함유되어 있다.

## 울음과 관련된 질병
- 구안괘사: 얼굴 신경이 잘못 재생되어 식사 중에 눈물을 흘리는 증상[4]
- 묘성 증후군: 후두 및 신경계 문제로 인해 고양이와 비슷한 특징이 있는 울음
- 가족성 자율신경이상증: 감정적인 울음이 있는 동안의 무누증[5]
- 병적 웃음과 울음: 웃거나 우는 것을 통제하지 못함
- 우울증: 우울 한 것이 많아서 짜증이 남.

## 사진

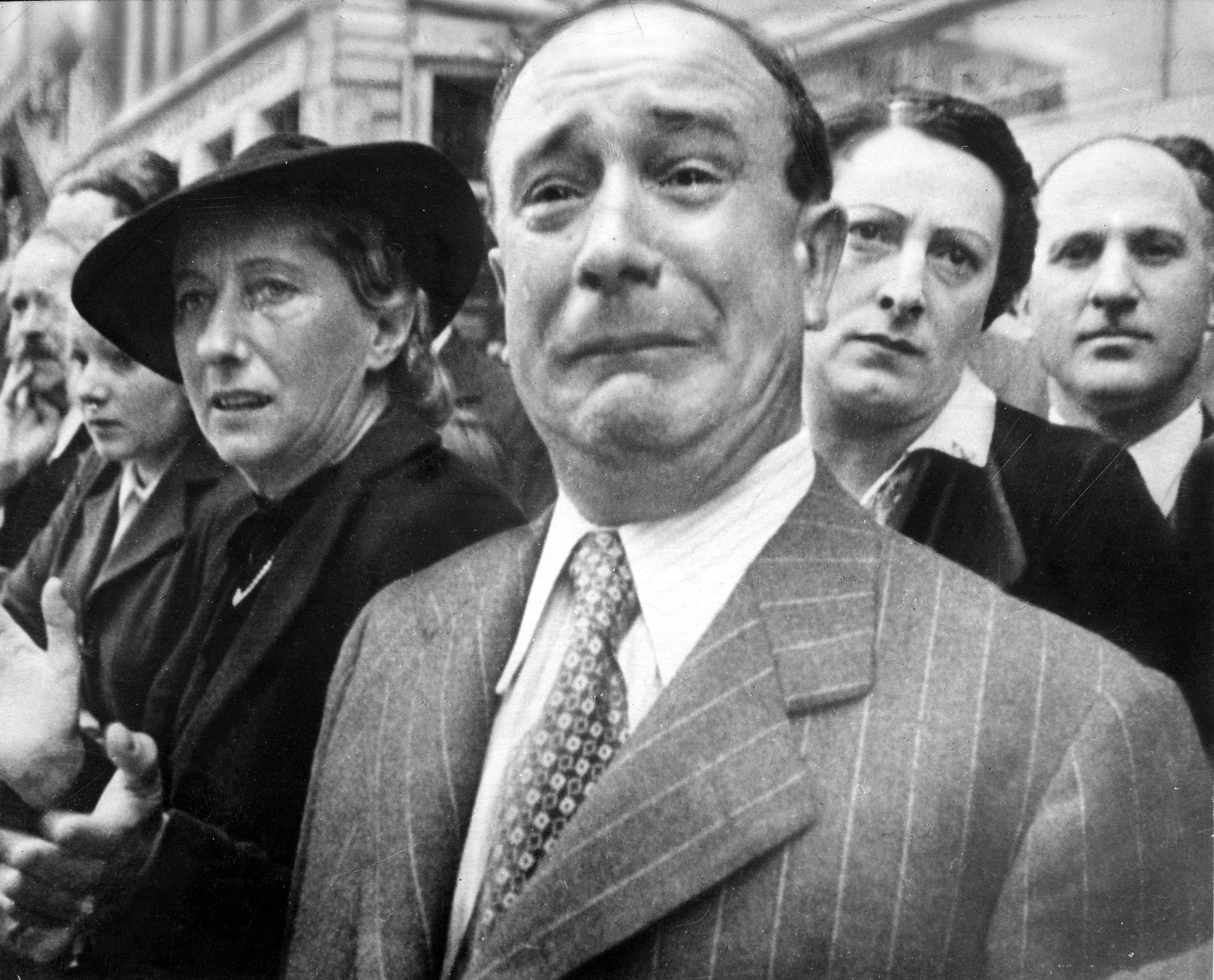
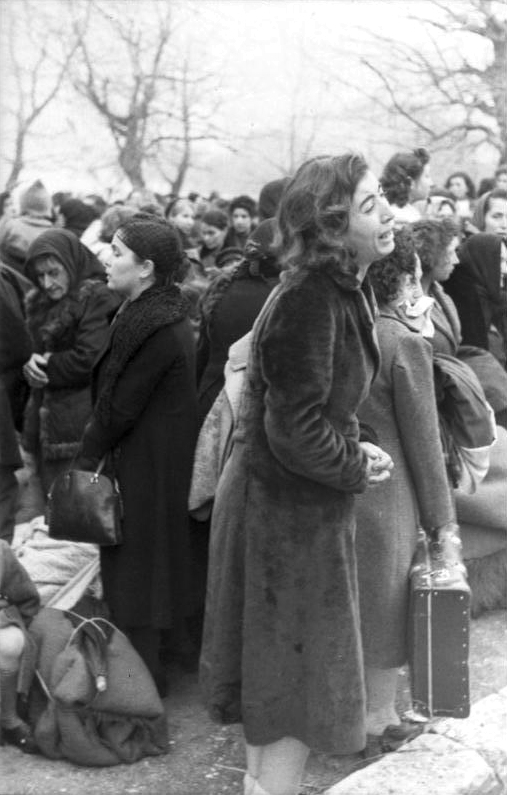
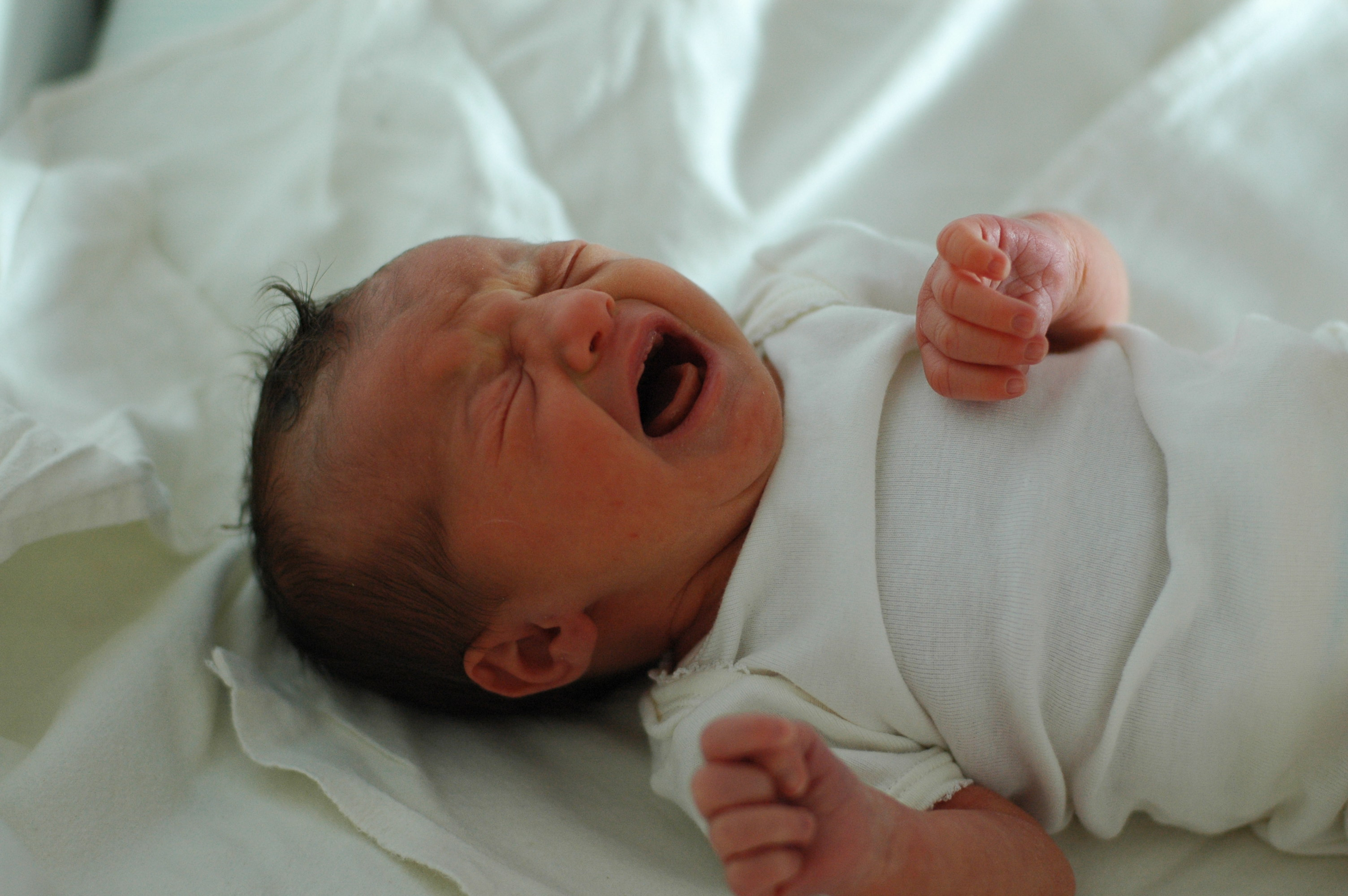